# Puccinia santolinae
Puccinia santolinae är en svampart som beskrevs av Magnus 1908. Puccinia santolinae ingår i släktet Puccinia och familjen Pucciniaceae.   Inga underarter finns listade i Catalogue of Life.